# کوروش آهاری
کوروش آهاری (زادهٔ ۱۹۸۱) تهیه‌کننده، کارگردان و فیلم‌نامه‌نویس اهل ایرانی-آمریکایی است. او بیشتر به‌خاطر فیلم ترسناک روان‌شناختی مهیج خود با نام آن شب محصول سال ۲۰۲۰ شناخته شده‌است.

## زندگی‌نامه
آهاری در سال ۱۹۸۱ در مشهد متولد شد و در سن ۱۹ سالگی به ایالات متحده آمریکا مهاجرت کرد. او دارای مدرک کارشناس سینما است.

## فیلم‌شناسی منتخب
- ۲۰۱۴: توهم واقعیت[الف] (فیلم کوتاه)
- ۲۰۱۴: بی‌قراری[ب] (فیلم کوتاه)
- ۲۰۱۶: راز ۴۰[پ] (فیلم کوتاه)
- ۲۰۱۶: کاغذ دیواری زرد[ت]
- ۲۰۱۷: در گذر[ث] (فیلم کوتاه)
- ۲۰۱۸: نسل‌ها[ج]
- ۲۰۲۰: آن شب
- ۲۰۲۴: موازی (بازسازی فیلم چینی به نام جنگل موازی[چ][۸])

## جوایز و نامزدی‌ها
- جشنوارهٔ فیلم بین‌المللی آلامدا ۲۰۱۸
  - جایزهٔ بازیگری گروهی (نسل‌ها)
- جشنوارهٔ فیلم مستقل کالیفرنیا ۲۰۱۸
  - بهترین فیلم کوتاه (نسل‌ها)
- جشنوارهٔ فیلم مولینز ۲۰۲۰
  - بهترین کارگردان؛ بهترین فیلمنامه (آن شب)
- جشنوارهٔ فیلم گریم آپ نورث ۲۰۲۱
  - بهترین فیلم بلند (آن شب)